# پیمان استقلال سوریه از فرانسه

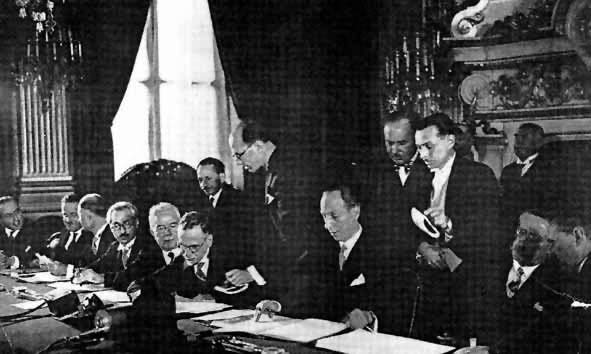
گروه اعزامی سوری با ریاست هاشم الاتاسی، در حال امضای قرار داد استقال با نخست‌وزیر وقت فرانسه لئون بلوم.

قرارداد استقلال سوریه و فرانسه یا قرارداد سوری-فرانسوی سال ۱۹۳۶ میلادی، قراردادی بود که مضمون آن استقلال سوریه و خارج شدن این کشور از کنترل نمایندگی فرانسه بود و استعمار فرانسه بر سوریه به هم‌پیمانی و دوستی بین دو کشور تبدیل شود.
گفتمان در مورد این قرارداد شش ماه، از مارس تا سپتامبر ۱۹۳۶ به طول انجام انجامید. در رأس گروه اعزامی سوریه به فرانسه رئیس تشکل ملی سوریه و رئیس‌جمهور آیندهٔ این کشور هاشم الاتاسی قرار داشت.
مجلس نمایندگان سوریه در دسامبر ۱۹۳۶ میلادی به این قرارداد رأی اعتماد داد ولی مجلس نمایندگان فرانسه این قرارداد را تصویب نکرد و اندکی بعد از آن هم جنگ جهانی دوم آغاز شد که این جنگ مانع هرگونه فعالیت برای پیشبرد تصویب قرارداد از طرف فرانسه شد. اما شارل دو گل پس از اینکه در کارزار سوری لبنانی، نیروهای فرانسه ویشی متحد آلمان نازی را از سوریه بیرون راند، در همان سال یعنی ۱۹۴۱ میلادی استقلال این کشور را اعلام کرد.

## هیئت اعزامی سوریه
| عضو             | ملاحظات                              |
| --------------- | ------------------------------------ |
| هاشم الاتاسی    | رئیس هیئت، سرپرست تشکل ملی سوریه     |
| فارس الخوری     | نماینده از تشکل ملی سوریه            |
| جمیل مردم بیک   | نماینده از تشکل ملی سوریه            |
| سعدالله الجابری | نماینده از تشکل ملی سوریه            |
| مصطفی الشهابی   | وزیر معارف، نماینده دولت سوریه       |
| ادمون الحمصی    | وزیر دارایی، نماینده دولت سوریه      |
| نعیم انطاکی     | مستقل، مسئول حفاظت اطلاعات هیئت سوری |
| ادمون رباط      | مستقل، مسئول حفاظت اطلاعات هیئت سوری |